# Scalda
Scalda is een school voor middelbaar beroepsonderwijs (mbo) en volwasseneneducatie in de provincie Zeeland in het zuidwesten van Nederland. Scalda is ontstaan op 1 augustus 2012 uit de fusie tussen het ROC Zeeland en ROC Westerschelde.

## Afdelingen
Scalda biedt een aantal beroepsopleidingen in diverse richtingen:
- Dienstverlening
- Economie en Administratie
- Entree
- Groen
- Handel en Ondernemen
- Horeca en Bakkerij
- ICT en Mediavormgeving
- Inburgering en Educatie
- Scheepvaart (Maritiem en Logistiek College De Ruyter)
- Sport, Bewegen en Dans
  - CIOS Zuidwest-Nederland
  - MBO DANS GOES
- Techniek
- Toerisme en Recreatie
- Transport en Logistiek (Maritiem en Logistiek College De Ruyter)
- Uiterlijke Verzorging
- Vavo
- Veiligheid en Defensie
- Zorg en Welzijn

## Vestigingen
De opleidingen van Scalda zijn gevestigd in vier plaatsen in Zeeland:
- Goes
- Middelburg
- Terneuzen
- Vlissingen

Daarnaast hebben enkele opleidingen een uitvoeringslocatie in:
- Bergen op Zoom
- Dordrecht
- Roosendaal